# Halleyjeva družina kometov
Halleyjeva družina kometov je skupina kometov, ki imajo naslednje lastnosti:
- imajo obhodno dobo med 20 in 200 leti
- imajo Tisserandov parameter TJ manjši od 2

Njihov afelij je na oddaljenosti večji od 7 a.e. od Sonca. Naklon njihove tirnice je lahko kakršenkoli. Okoli Sonca lahko krožijo tudi v obratni smeri kot planeti .